# Mobbing

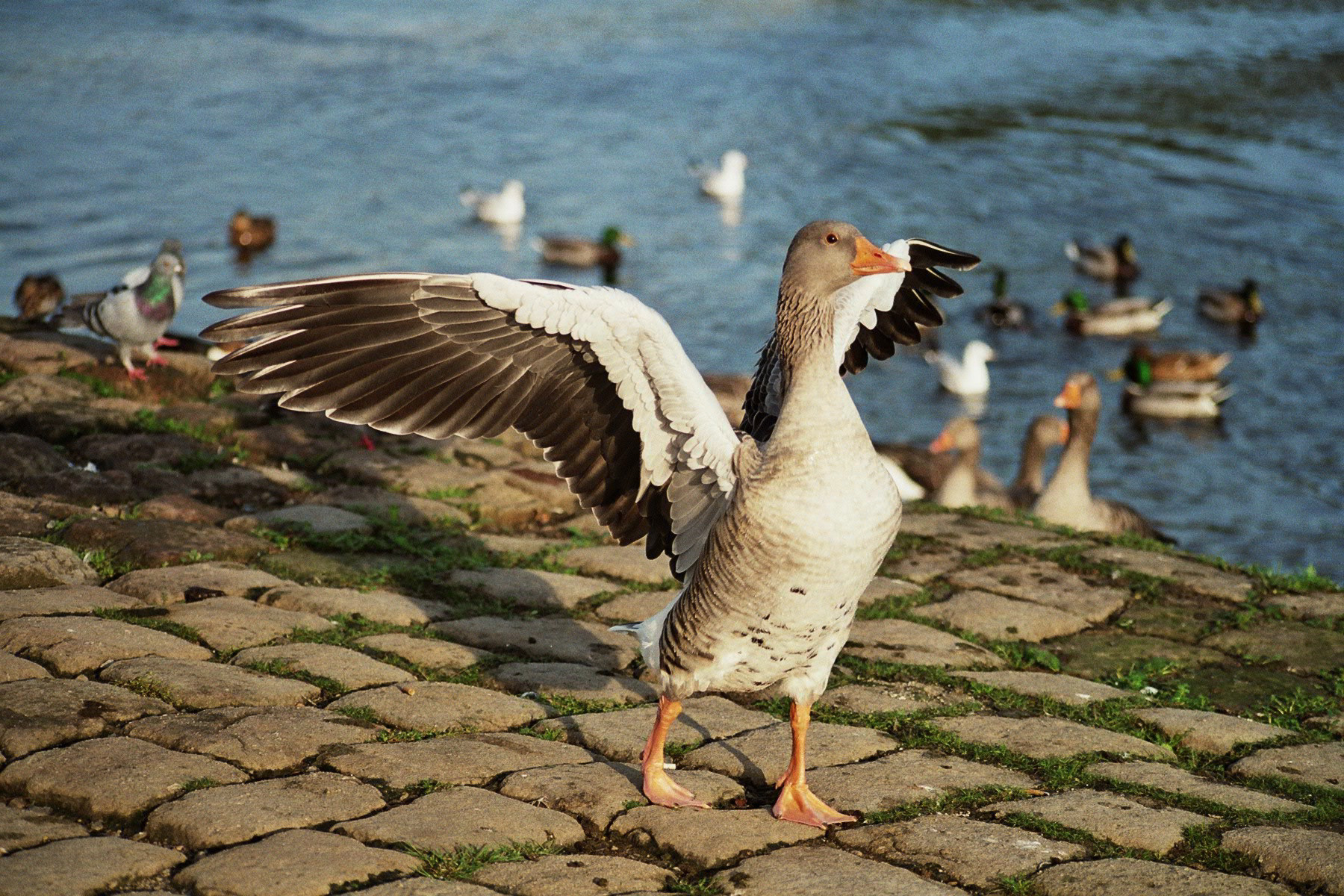
Inițial termenul mobbing desemna sistemul de apărare la păsări

Mobbing (engleză to mob: „a ataca”) este exercitarea stresului psihic asupra cuiva la locul de activitate. Exemple de mobbing sunt: teroare psihică, șicanare repetată la locul de muncă, în școală, club sportiv, penitenciar, internet. Acțiuni tipice pentru mobbing sunt: atacuri la demnitatea persoanei prin violență verbală și fizică, insulte, sau fiind frecvent răspândite despre persoana șicanată, informații neadevărate cu scopul de o izola și chinui.

## Istoric
In 1963 Konrad Lorenz descrie fenomenul de mobbing la iepuri și gâște, la apariția unei vulpi. Fenomenul este observat în 1969 și în cadrul societății umane de către medicul sudez Peter-Paul Heinemann.

## Hărțuire
Hărțuirea (umană) acoperă o gamă largă de comportamente ofensive neagreabile. Acestea sunt de obicei înțelese drept comportamente destinate să perturbe sau să supere persoana împotriva căruia sunt îndreptate și au, totodată, un caracter repetitiv. În sens juridic, hărțuirea este un comportament intenționat, care amenință sau deranjează insistent. Hărțuirea sexuală se referă la avansuri sexuale nedorite și persistente, de obicei la locul de muncă, în situații în care consecințele unui refuz pot deveni, potențial, foarte dezavantajoase pentru victima hărțuită.